# Cantaloupe Island
"Cantaloupe Island" là bản hòa tấu nhạc jazz do Herbie Hancock sáng tác và thu âm cho album Empyrean Isles của mình vào năm 1964, trong thời kỳ đầu sự nghiệp khi ông còn chơi cho ban nhạc của Miles Davis. Đây được coi là một trong những giai điệu nổi tiếng nhất của thể loại modal jazz và là nhạc phẩm tiêu biểu của sự nghiệp Hancock.
"Cantaloupe Island" từng được trình diễn lại bởi El Chicano trong album Viva Tirado (1970). Đặc biệt, nó còn được dùng làm nhạc nền cho ca khúc hip-hop "Cantaloop (Flip Fantasia)" của nhóm jazz-rap Us3, nằm trong album Hand on the Torch (1993), từng đạt chứng chỉ Vàng bởi RIAA. Ấn bản này sau đó được hát lại bởi rất nhiều nghệ sĩ, như Hugh Masekela, Brian Bromberg, Brownman Electryc Trio, Poncho Sanchez, Donald Byrd, Pat Metheny, Claude Nougaro, Jean-Luc Ponty, Tanghetto, Jack DeJohnette, Kai Winding, Yonderboi, Milton Nascimento, Nat Adderley.
Năm 2000, "Cantaloup Island" đứng thứ 19 trong danh sách "Jazz 100: 100 ca khúc nhạc jazz bất hủ" của Jazz24.org.

## Thành phần tham gia sản xuất
- Herbie Hancock – piano.
- Freddie Hubbard – cornet.
- Ron Carter – bass.
- Tony Williams – trống.